# 경풍도무
경풍도무(慶豊圖舞)는 조선의 궁중 무용이다. 경풍도무는 향악무로서, 조선 순조 때 비롯한 것으로, 선모(仙母)와 5명의 무원(舞員)이 풍년을 축하하는 춤이다. 먼저 선모가 경풍도를 들고 나아가 탁자 위에 놓고 나면, 협무(挾舞) 5명이 가곡편에 맞추어 다음과 같은 창사(唱詞)를 부른다. "올도 풍년(豊年), 내년도 풍년(豊年)이라. 연중풍년(年中豊年)이니 만민(萬民)이 장재풍년중(長在豊年中)이로다. 선인(仙人)이 봉옥함(奉玉函)하니 1폭(一幅) 경풍도(慶豊圖)로다. 가화구수(嘉禾九穗)니 송아왕덕(頌我王德)이샷다." 다음에 선모와 그를 따르는 5명이 상대(相對)·진퇴(進退)·회선(回旋) 등의 무용을 계속한다.